# 松井朝海
松井 朝海（まつい あさみ、1998年8月10日 - ）は、大阪府出身のモデル・女優。2021年第53回ミス日本グランプリ受賞者。
関西学院千里国際中等部・高等部、関西学院大学国際学部卒業。父はボートレース選手の松井繁。2021年ミス日本グランプリの任期満了後、2022年4月より、芸能事務所・フロムファーストプロダクショングループの1カラット（いちカラット）に所属し、女優活動を本格的に開始。父からは「1度きりの人生だから、やりたいことをやった方がいい」と助言され、朝海自らも「新井貴子さん（2012年ミス日本第44期生グランプリ）のように美しく・強い女性でありたい」と語っている

## 人物
- 趣味：洋服研究、旅行、語学勉強、ピラティス[3]
- 特技：英語、スペイン語、ヘルシースイーツづくり[3]

## 出演

### テレビ
- Nスタ（TBSテレビ）
- バイキングMORE（フジテレビジョン）
- ワールド極限ミステリー（2024年11月20日、TBSテレビ）[3]
- 離婚弁護士 スパイダー Season2 〜偽りと裏切り編〜 第7話（2025年3月21日、日本テレビ） - 出版社受付嬢 役[3]

### イベント
- 若松競艇場トークショー
- TOKYOワクションサポーターズ他多数

### コマーシャル
- 新型コロナウィルス感染拡大防止のための政府広報[6]

### 舞台
- どーるはうす（2022年9月22~25日、中目黒ウッディーシアター：脚本 富安美尋、音楽プロデュース 諸橋邦行、企画・演出 山本和夫）- ドールチーム 風香 役 兼 はうすアンサンブル[7]
- 三山ひろし特別公演（2023年4月14日、大阪・新歌舞伎座）[3]
- 立ち吞みパラダイス～昭和50年天満商店街～（2023年9月）
- 殺陣師一代  劇中劇 月型半平太（2024年5月29日）[3]
- 鉛色の恋（2024年8月6日 - 12日、高田馬場ラビネスト）Bチーム[3]
- 新歌舞伎座開場65周年記念「三山ひろし特別公演」（2024年9月6日、大阪・新歌舞伎座）[3]
- 三山ひろし新春特別公演（2025年1月17日、名古屋・御園座）[3]
- 醉いどれ天使（2025年11月7日 - 23日〈予定〉、日本橋・明治座 / 11月28日 - 30日〈予定〉、名古屋・御園座 / 12月5日 - 14日〈予定〉、大阪・新歌舞伎座）[8]